# История идумеев

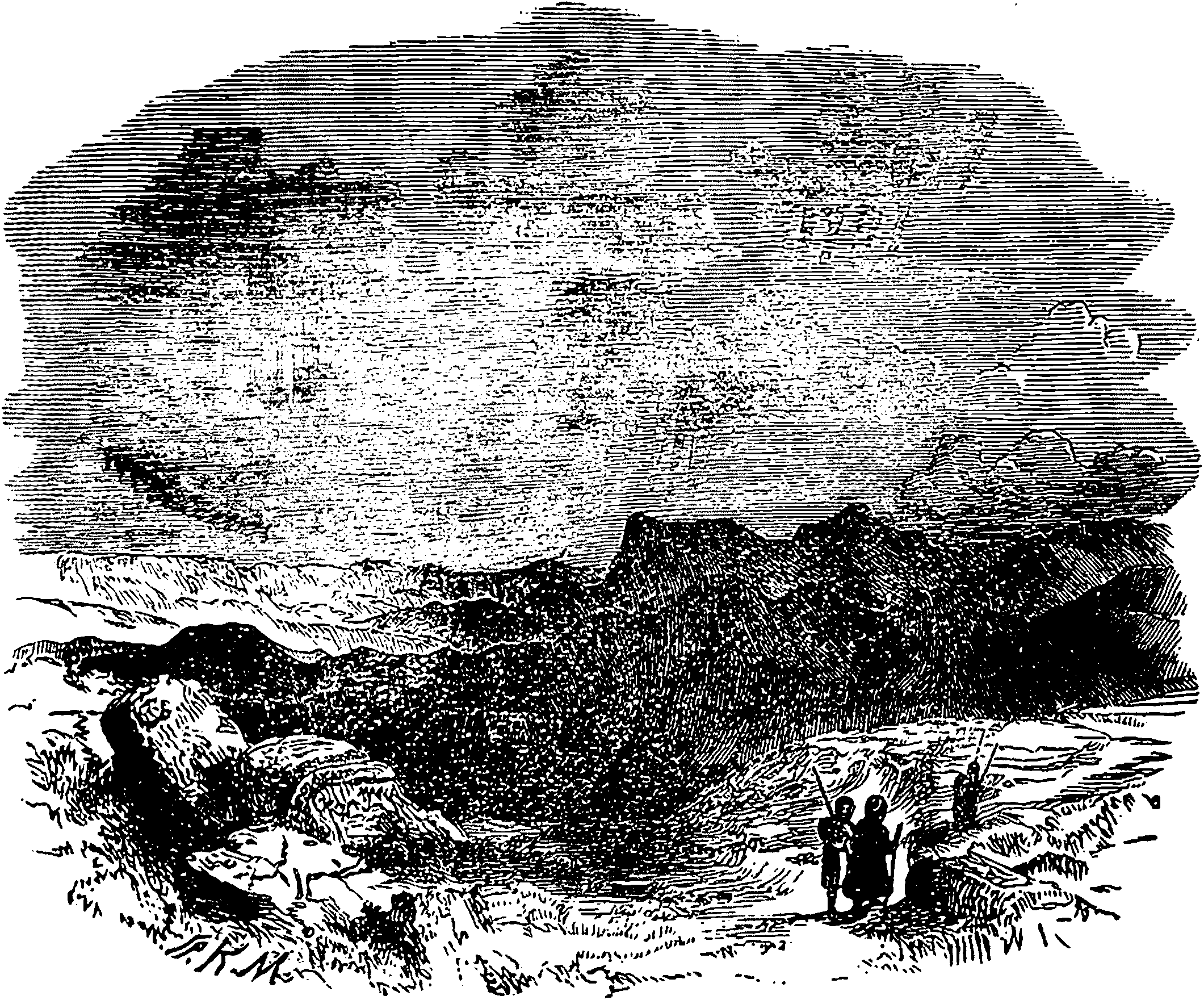
Гора Ор (гора) и Идумея
(рисунок из «Библейской энциклопедии»)

Согласно библейской истории, идумеи считались потомками Исава (сына Исаака и внука Авраама), а потому родственным евреям народом (Быт. 25:30). Первоначальное обитание прародителя идумеев фиксируется в районе Хеврона (Быт. 35:27), откуда он откочевал со стадами к горе Сеир (Быт. 36:6). Там идумеи столкнулись с местным народом хорреев, которых частично истребили, а частично изгнали с их земли (Втор. 2:12). Помимо потомков Авраама в состав идумеев влились хетты, евеи и измаильтяне (Быт. 36:2, 3). Первоначально скотоводческие идумеи управлялись старейшинами, однако перед подчинением Израилю они имели 8 царей (Быт. 36:31). Древним египтянам идумеи были известны с XV века до нашей эры под именем Шасу
При исходе евреев из Египта идумеи жили к северу от Красного моря между пустыней Фаран и областью Моав. Ими уже управляли цари (Чис. 20:21). Во время царя Давида идумеи сделались данниками Израиля (2Цар. 8:14). Это стало возможно благодаря сражению в Соляной долине, когда погибло 18 тысяч идумейских воинов (1Пар. 18:12). Часть идумеев откочевала в Фаран и сделалась данниками фараона, а идумейский принц Адер породнился с правителями Египта (3Цар. 11:19). Однако обрести независимость от иудеев идумеи смогли лишь сразившись с царем Иорамом (2Пар. 21:10). Иудейский царь Амасия нанёс поражение идумеям и похитил их богов (2Пар. 25:14). Во время ассирийских войн VIII века до нашей эры идумеи заняли Елаф (4Цар. 16:6). В Псалмах Давида упоминается об участии идумеев во взятии Иерусалима (Пс. 36:7).
С образованием Набатейского царства (конец III века до н. э.) большая часть территории Идумеи вошла в его состав. Западная Идумея с частью Южного Израиля (центр — Хеврон) представляла самостоятельное царство Идумею, в конце II века до н. э. завоёванное иудейским царём Иоанном Гирканом I из династии Хасмонеев. Гиркан, захватив Идумею, обратил идумеев в иудаизм; в частности ввел среди них обрезание.
В 63 году до нашей эры Идумея вместе с Иудеей была покорена Римом и находилась под римским протекторатом. Согласно Иосифу Флавию, из идумейского рода происходил известный царь Ирод.
В 106 году нашей эры Идумея потеряла статус вассального царства, значительная часть её территории вошла в состав римской провинции Аравия. После этого её государственность никогда не восстанавливалась, перестало существовать и само название Идумея.

## Идумейские цари
- Бела, сын Веоров
- Иовав, сын Зераха
- Хушам
- Гадад
- Самла
- Саул
- Баал-Ханан, сын Ахбора
- Гадар